# عبد الرحمن إبراهيم (لاعب كرة قدم ماليزي)
عبد الرحمن إبراهيم (بالملايوية: Abdul Rahman Ibrahim)‏ هو لاعب كرة قدم ماليزي، ولد في 13 أبريل 1946 في ترغكانو في ماليزيا. لعب مع نادي ترغكانو.